# Langteenkievit
De langteenkievit (Vanellus crassirostris) is een vogel behorend tot de kieviten en plevieren.  De vogel maakt samen met 22 andere soorten deel uit van het genus Vanellus.

## Verspreiding
De langteenkievit komt voor in een groot deel van Sub-Saharisch Afrika.

## Ondersoorten
Er zijn twee ondersoorten:
- V. c. crassirostris: van Nigeria tot zuidelijk Soedan, zuidelijk naar oostelijk Congo-Kinshasa en noordelijk Tanzania.
- V. c. leucopterus: van zuidelijk Congo-Kinshasa tot Malawi, zuidelijk tot Botswana en noordoostelijk Zuid-Afrika.